# Agarakavan
Agarakavan là một đô thị thuộc tỉnh Aragatsotn, Armenia. Dân số ước tính năm 2011 là 1059 người.